# Juan Carlos Osorio
Juan Carlos Osorio Arbeláez (Santa Rosa de Cabal, Risaralda, 6 de agosto de 1961) es un exfutbolista y entrenador de fútbol colombiano. 
Su carrera como entrenador cuenta con una dilatada cantidad de títulos y logros, entre los cuales destacan el Campeonato 2010 y subtítulo 2011 con Once Caldas de Colombia, los multicampeonatos con Atlético Nacional desde 2012 al 2015 (logró 6 títulos, disputó 9 finales y fue subcampeón de la Copa Sudamericana 2014); el Campeonato de la Conferencia del Oeste 2008 y la final de la MLS 2008 con el Red Bull New York.
Fue entrenador de México desde 14 de octubre de 2015 al 27 de julio de 2018, equipo al que clasificó y dirigió en el Mundial de Rusia 2018, culminando en la posición 12 del certamen. El 3 de septiembre de 2018 fue nombrado como entrenador de Paraguay renunciando al cargo el 13 de febrero del 2019 alegando motivos familiares.

## Plano personal
Juan Carlos Osorio nació en Santa Rosa de Cabal, Risaralda, aunque se crio en Anserma, Caldas. El estado civil actual del entrenador es divorciado, mientras que sostiene una relación en unión libre con su actual pareja. Desde muy joven se apasionó por el fútbol y se declaró hincha de Millonarios.
Osorio en entrevista con Los Informantes de Caracol  Televisión: 

"En esa época Millonarios atravesaba un gran momento y a mi me sedujo más en ese momento Willington Ortiz, ‘Juanito’ Moreno, Alejandro Brand…que los jugadores de los que mi padre (hincha de Atlético Nacional) me hablaba"

Paralelamente con sus inicios como futbolista, alcanzó a estudiar dos semestres de odontología. Tras su retiro, Osorio se quedó a vivir en los Estados Unidos, donde se tituló en Ciencias del Ejercicio Físico y del Rendimiento Humano en 1990. En 1998 partió a Inglaterra para especializarse en Ciencias Superiores del Fútbol en la Universidad de Liverpool. Osorio se acreditó con licencia de Director Técnico tipo "Pro" de la UEFA, el mayor grado, a través de la Asociación de Fútbol de Inglaterra (FA). También realizó estudios de Dirección Técnica de la Real Asociación Holandesa de Fútbol.
Actualmente su hijo Juan Sebastián Osorio (2003) es jugador profesional en el Itagüí Leones de la Categoría Primera B de Colombia.

## Trayectoria como jugador
Osorio fue un mediocampista que jugó en la Selección de fútbol sub-20 de Colombia en el año 1982. Además, paso por el Deportivo Pereira durante 5 temporadas y luego partió a los Estados Unidos donde jugó en el fútbol universitario y las ligas de ascenso.

## Trayectoria como entrenador

### Manchester City (2001-2006)
Después de terminar su maestría en la Universidad de Liverpool, Osorio conoció a Alex Ferguson quien durante un par de semanas le permitió estar presente en los entrenamientos del Manchester United. Luego durante cinco años recomendado por el entrenador y ex mundialista inglés Kevin Keegan, fue preparador físico y posteriormente asistente técnico del Manchester City, en la Premier League de Inglaterra.
En su paso por el club 'celeste' tuvo la oportunidad de compartir con jugadores de talla mundial como: Nicolas Anelka, Peter Schmeichel , Marc-Vivien Foé, Paulo Wanchope y Shaun Wright-Phillips.

### Millonarios de Bogotá (2006-2007)
Luego de estar más de 5 años trabajando con el Manchester City, regresó a Colombia para dirigir un periodo corto a las divisiones menores del Deportivo Pereira y luego al equipo profesional de Millonarios de Bogotá la última semana del mes de agosto de 2006 ocupando el cargo que hasta ese momento tenía interinamente Cerveleon Cuesta tras la renuncia de Miguel Augusto Prince. En el segundo torneo de ese año Osorio ubicó al equipo capitalino en el quinto lugar, logrando clasificarlo a la Copa Sudamericana 2007. En el primer torneo de 2007, Millonarios se ubicó en la cuarta colocación.

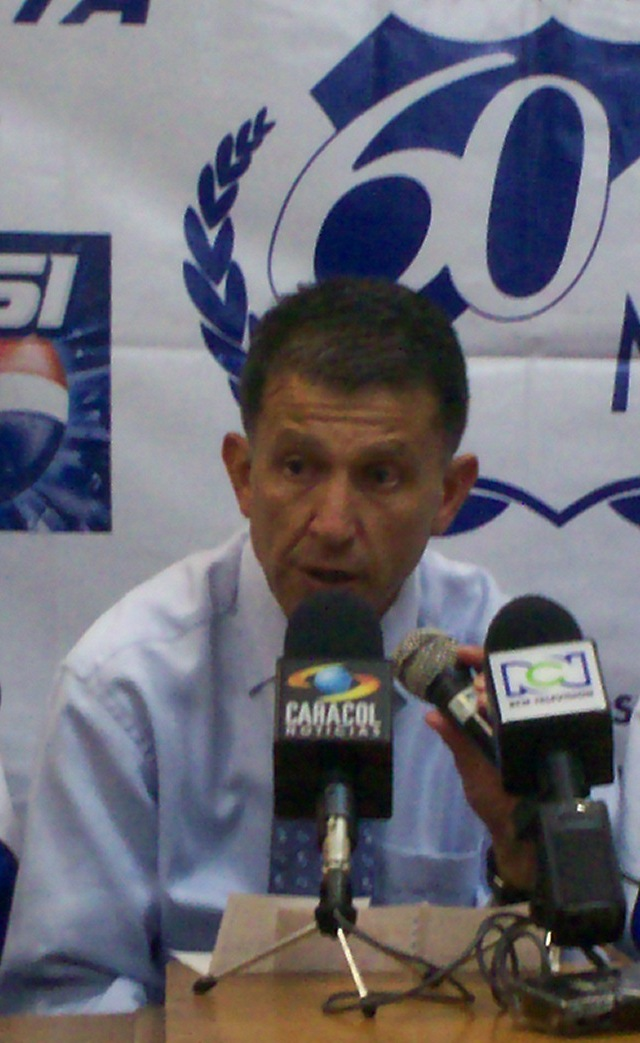
Osorio como técnico de Millonarios.

### Chicago Fire (2007-2008)
En julio de 2007, anunció su salida del equipo bogotano, para dirigir al Chicago Fire estadounidense. Osorio lideró a su nuevo equipo a los playoffs de la MLS donde el conjunto de Chicago derrotó al puntero DC United antes de caer contra New England Revolution en las semifinales de la Conferencia del Este.

### New York Red Bulls (2008-2009)

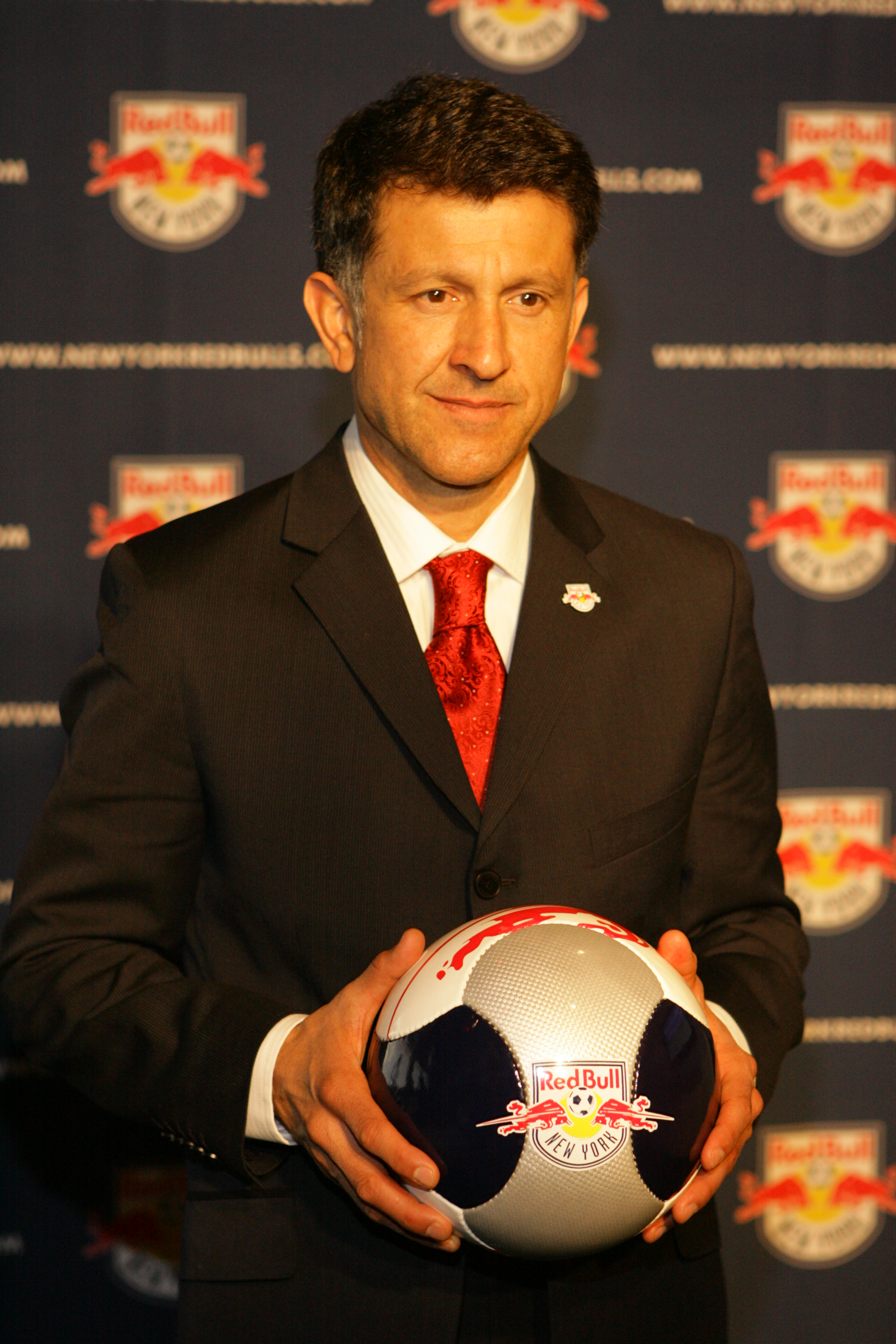
Osorio durante su etapa con New York Red Bulls.

Sus logros con el Chicago Fire llamaron la atención de New York Red Bulls, que negoció su contratación con Chicago. Tras llegar a un acuerdo con Chicago, Osorio fue nombrado nuevo entrenador del conjunto de Nueva York. Allí ganó el Campeonato de la Conferencia del Oeste y disputó la Final de la MLS 2008. En agosto de 2009 renunció a su cargo luego de una temporada complicada, siendo además eliminado por el W Connection, un club de Trinidad y Tobago, en la Liga de Campeones de la Concacaf.

### Once Caldas (2010-2011)
En noviembre de 2009, Osorio se convirtió en nuevo entrenador del Once Caldas. Con este equipo, logró su primer título como director técnico en el fútbol colombiano en el segundo semestre de 2010.
En la Copa Libertadores del año 2011, Osorio consiguió la clasificación a segunda ronda junto a Libertad de Paraguay y dejando atrás a rivales como Universidad de San Martín de Perú y San Luis de México. En octavos de final consiguió que Once Caldas derrotara al Cruzeiro (0-2) así avanzar a cuartos de final de dicha competición. En esa fase, Once Caldas fue derrotado por el Santos de Brasil tras perder 0-1 en Manizales y empatar 1-1 en Sao Paulo.
En el segundo semestre del año 2011, Juan Carlos Osorio llevó al Once Caldas a una nueva final de la liga colombiana, en esta oportunidad enfrentó al Junior de Barranquilla, pero fue derrotado en la serie de penales, consiguiendo así el subcampeonato de dicha liga.

### Puebla (2012)
Osorio llegó al Puebla FC para el torneo Clausura 2012 como relevo de Sergio Bueno. El técnico colombiano tuvo un paso fugaz por el fútbol mexicano, donde solamente disputó 11 encuentros, con un balance de dos victorias, dos empates y siete derrotas (cinco de ellas, de manera consecutiva). El 20 de marzo de 2012, Osorio dimitió del banquillo poblano.

### Atlético Nacional (2012-2015) (Primer Ciclo)
El 3 de mayo de 2012 se confirmó como entrenador del Atlético Nacional de Medellín. Con este club quedó campeón de la Superliga de Colombia sobre el Junior de Barranquilla. El 7 de noviembre de 2012, consiguió que Nacional lograra por primera vez en su historia la Copa Colombia, obteniendo así el derecho a disputar la Copa Sudamericana del año 2013. Al siguiente semestre, llevó a Atlético Nacional a una nueva final de la Categoría Primera A, donde nuevamente logró ganar dicho título ante Santa Fe de Bogotá por 2 goles a 0. De esta manera consiguió ganar justamente tres títulos en tan solo un año gracias a su gran trabajo.
Durante la Copa Sudamericana 2013, Osorio consiguió que Atlético Nacional alcanzara los cuartos de final, donde fue derrotado por el São Paulo de Brasil (3-2). Sin embargo, días después, disputó nuevamente la Copa Colombia, derrotando a Millonarios y ganando nuevamente un título con el equipo de Medellín. Para finalizar ese mismo año, Osorio logró el título del segundo semestre de la Primera A, donde derrotó al Deportivo Cali 2 goles por 0, siendo el segundo entrenador del Atlético Nacional que lleva al equipo a dos títulos de liga consecutivos.
Durante la Copa Libertadores 2014, Atlético Nacional quedó ubicado en el "grupo de la muerte" con Newell's Old Boys, Nacional de Montevideo y Grêmio de Porto Alegre. El equipo comenzó bien el grupo con un triunfo ante Newell's (1-0) pero fue desmejorando después de un empate en casa ante Nacional (U) y dos derrotas ante Grêmio (3-0 en Porto Alegre y 0-2 en Antioquia).  En la última fecha, el equipo de Osorio dio el golpe en Argentina y venció a Newell's en su cancha por 1-3. De esta forma, Atlético Nacional eliminó a los argentinos y se convirtió en el único equipo colombiano que avanzó la fase de grupos en esa edición de la Copa Libertadores. En octavos de final, Atlético Nacional se enfrentó al Atlético Mineiro de Brasil, equipo al cual derrotó con un resultado global de 2-1. El equipo de Osorio fue eliminado en cuartos de final por Defensor Sporting de Uruguay, por marcador global de 3-0.
En junio de 2014, Osorio obtuvo de nuevo el título de liga frente al Junior de Barranquilla en tanda de penales, tras empatar 2-2 en el marcador global; consiguiendo así su sexto título con Atlético Nacional.
En la Copa Sudamericana 2014, Osorio consiguió llegar a la final junto a River Plate de Argentina, quien lo venció (2-0) en El Monumental luego de haber empatado (1-1) en Medellín, consiguiendo de esta forma el subcampeonato.

### São Paulo (2015)
En 2015, Osorio salió de Atlético Nacional para ser contratado por el equipo brasileño por dos temporadas. Tuvo una corta estadía en el club brasileño, donde dirigió 28 partidos, con un saldo de 12 victorias, 7 empates y 9 derrotas. Se fue del club en octubre de 2015 para tomar las riendas de la selección nacional de México.

### Prospecto seleccionador
El 2 de febrero de 2011 fue nombrado por la Comisión de Selecciones de Honduras como el nuevo director técnico de ese país, en lo que sería su primera selección nacional en dirigir, aunque oficialmente estaba a cargo del Once Caldas hasta el mes de junio de 2011. Finalmente, Osorio decidió continuar con el conjunto colombiano hasta esa fecha, por lo que su designación al frente del representativo nacional hondureño fue descartada y posteriormente tomada por su compatriota Luis Fernando Suárez.
En 2014 estuvo muy cerca de convertirse en director técnico de Costa Rica. En agosto de 2015 se reportó que la Federación Mexicana de Fútbol viajó a Brasil para negociar su llegada a la selección de futbol de México como sustituto del director interino Ricardo Ferretti.

### Selección de México
El 14 de octubre de 2015, Juan Carlos Osorio fue presentado oficialmente como director técnico de la selección mexicana. En sus primeros diez cotejos, consiguió una racha de 10 partidos invicto (nueve victorias y un empate), rompiendo así la marca previa de juegos consecutivos sin perder del equipo nacional (21 partidos, conseguida en 2005 por Ricardo Antonio La Volpe). Osorio también empató la marca de victorias consecutivas (11) del técnico Manuel Lapuente, establecida en 1990, tras igualar ante Venezuela. La selección mexicana tampoco recibió gol durante los primeros siete encuentros bajo la dirección de Osorio, con lo que estableció un récord de 806 minutos sin anotaciones en contra. La marca se rompió con un gol en contra del defensa Diego Godín ante el arquero Alfredo Talavera al minuto 74 del México vs. Uruguay en la Copa América Centenario.

#### Copa América Centenario
México disputó el Copa América Centenario como cabeza del grupo C, que compartió con las selecciones de Uruguay, Jamaica y Venezuela. En la primera jornada, derrotó al cuadro uruguayo por 3-1, con autogol de Álvaro Pereyra y goles de Rafael Márquez y Héctor Herrera. En el segundo juego, México venció 2-0 a Jamaica, con anotaciones de Javier Hernández y Oribe Peralta; mientras que el tercer partido culminó en un empate ante Venezuela (1-1), con gol de Jesús Manuel Corona.
La primera derrota de Osorio como director técnico de México fue el 18 de junio ante Chile por 0-7 en la Copa América Centenario, lo que significó la caída más estrepitosa de la selección mexicana en torneos oficiales y la segunda más abultada desde 1961, cuando fue vencida 0-8 por Inglaterra en un partido amistoso. La goleada puso en duda la continuidad del técnico colombiano, sin embargo, la Federación Mexicana de Fútbol lo respaldó.

#### Eliminatorias rumbo a Rusia 2018
En las Eliminatorias rumbo a Rusia 2018, Osorio obtuvo resultados positivos con México. La selección derrotó como visitante a Estados Unidos (0-2) (rompiendo una racha de derrotas en Columbus desde 1991) y empató en Panamá (0-0). En la siguiente fecha, venció como local a Costa Rica (2-0) y derrotó por la mínima como visitante a Trinidad y Tobago (0-1). Posteriormente, México le ganó a Honduras en el estadio Azteca por 3-0, y en el mismo escenario, empató 1-1 con Estados Unidos. El 1 de septiembre de 2017 la selección mexicana clasificó de manera invicta al Mundial del 2018 tras vencer a Panamá por 1-0 en la séptima jornada de las eliminatorias. El “Tri” aseguró su pasaje a Rusia con 17 puntos después de cinco triunfos y dos empates.
En sus duelos restantes, México empató a uno con Costa Rica en San José, venció 3-1 a Trinidad y Tobago en San Luis Potosí, y cayó 3-2 ante Honduras en San Pedro Sula, perdiendo el invicto.

#### Copa FIFA Confederaciones 2017

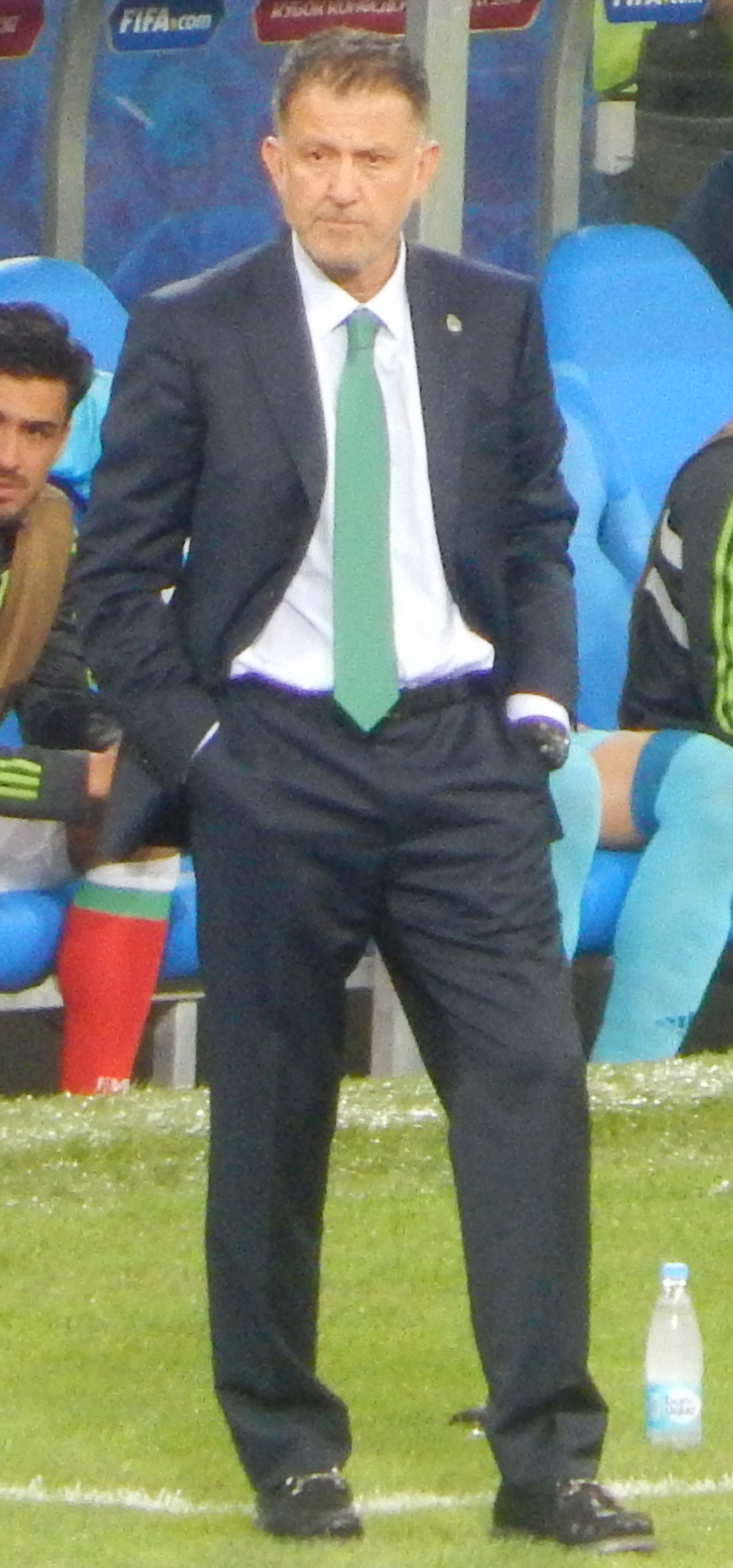
Osorio en la Copa FIFA Confederaciones 2017.

En la Copa FIFA Confederaciones 2017, la selección mexicana compartió grupo con Portugal, Rusia y Nueva Zelanda. México abrió su participación con un empate a dos ante los portugueses, con goles de Javier Hernández y Héctor Moreno. En la segunda fecha, la selección mexicana superó a Nueva Zelanda por 2-1, con goles de Raúl Jiménez y Oribe Peralta. Osorio fue criticado por haber presentado ocho cambios en la alineación respecto al equipo que enfrentó a Portugal. El 24 de junio, México derrotó a Rusia por 2-1, con anotaciones de Néstor Araújo e Hirving Lozano, clasificándose a semifinales.
En el juego de semifinales, la selección mexicana cayó 4-1 ante Alemania, que había llevado un equipo de suplentes a la competición. Esto reavivó las críticas de los aficionados en contra de Osorio, sobre todo, por su estilo de juego y por su política de rotar jugadores en lugar de usar un cuadro base.
En el partido por el tercer lugar ante Portugal, Osorio fue expulsado por insultar al árbitro, lo que le acarreó una sanción de seis partidos que le impidió dirigir a México durante la Copa Oro 2017. El timonel ya había protagonizado un incidente similar en la Confederaciones ante Nueva Zelanda, donde insultó al técnico contrario.

#### Copa Oro 2017
Las críticas contra Osorio volvieron tras la derrota de México ante Jamaica por 1-0 en las semifinales de la Copa Oro 2017. Aunque Osorio no pudo dirigir en el torneo por la sanción (delegando esa tarea a su auxiliar Pompilio Páez), un sector de la prensa y la afición pidió el cese del seleccionador. Decio de María, presidente de la Federación Mexicana de Fútbol, ratificó al técnico colombiano al frente del equipo mexicano rumbo al Mundial de Rusia 2018.

#### Preparación a la Selección Mexicana rumbo a la Copa del Mundo de 2018
Como preparación a la Copa del Mundo, Osorio dirigió a México en cinco juegos, todos ante rivales europeos, con un saldo de dos victorias, un empate y dos derrotas. 
El 31 de enero de 2018, México venció a Bosnia por 1-0 con un gol del defensa Hugo Ayala. El partido se disputó en el Alamodome de San Antonio, Texas, en Estados Unidos. Osorio debutó al mediocampista Jonathan González en ese encuentro, de 19 años, quien había jugado antes con las selecciones juveniles de EE. UU. El 1 de marzo, el técnico rechazó una extensión de contrato ofrecida por la Federación Mexicana de Fútbol. Pretextando el ambiente en los estadios de futbol de CONCACAF y expresando tener ofertas para dirigir a otras federaciones. Estas declaraciones calaron nuevamente en la prensa y la afición mexicana y serían un parteaguas para su continuidad en tierras aztecas.
El 23 de marzo, el combinado mexicano derrotó 3-0 al equipo de Islandia, con un doblete de Miguel Layún. Dos días después, el 25 de marzo, previo a un encuentro ante Croacia, Osorio criticó que el técnico Zlatko Dalić diera descanso a seis jugadores titulares: Danijel Subašić, Luka Modrić, Mario Mandžukić, Ivan Perisic, Marcelo Brozovic y Nikola Kalinić. Davor Suker, presidente de la Federación de Fútbol de Croacia, le respondió al técnico colombiano que no se puede obligar a los jugadores. A la postre, el equipo croata venció a México 1-0. Durante el encuentro, el defensa central Néstor Araujo salió lesionado.
El 14 de mayo, Osorio presentó una lista previa de 28 jugadores para la Copa del Mundo, siendo cuestionado por las ausencias de los mediocampistas Rodolfo Pizarro y José Juan Vázquez. así como por la inclusión de Giovani dos Santos. Osorio explicó que descartó a Pizarro por la alta competencia en su posición de juego, mientras que no eligió a Vázquez por su baja estatura. Aunque el técnico incluyó en la lista a Néstor Araujo, el jugador causó baja el 23 de mayo por no recuperarse de su lesión.
El 30 de mayo, México empató a cero goles con la selección de Gales, en un juego disputado en el Rose Bowl de Pasadena, California, en Estados Unidos. La actuación del equipo mexicano reavivó las críticas en contra del técnico.
El 2 de junio, la selección mexicana venció a Escocia 1-0, con gol de Giovani dos Santos, en la despedida del equipo en el estadio Azteca, en la Ciudad de México. Ese mismo día, Osorio anunció la exclusión de los futbolistas Jürgen Damm, Osvaldo Alanís y Jesús Molina de la lista final, dejando al centrocampista Erick Gutiérrez como opción ante la lesión del zaguero Diego Reyes.
El 5 de junio, la revista TV Notas reveló que nueve jugadores de la selección nacional habían asistido a una fiesta privada, posterior al juego contra Escocia, en la que supuestamente habían asistido 30 escorts. Osorio declaró que estaba informado de dicha reunión. Por su parte, Guillermo Cantú, secretario general de la Federación Mexicana de Fútbol, indicó que no habría sanciones contra los jugadores, ya que la fiesta se efectuó en su día libre. La noticia golpeó especialmente al mediocampista Héctor Herrera, quien recibió un permiso especial para ausentarse de la concentración de la selección, previa a un partido contra Dinamarca. Un reportaje posterior de El País reveló todos los convocados asistieron a la fiesta privada, aunque TV Notas solo había indicado la presencia de nueve de ellos.
En el último encuentro de preparación antes de la Copa del Mundo, México cayó 2-0 ante Dinamarca en Copenhague, en un encuentro celebrado el 10 de junio. Tras la derrota, Osorio destacó que el equipo debía «mejorar la eficacia» y que la selección tenía posibilidades ante Alemania, su primer rival en Rusia 2018.

#### Copa Mundial Rusia 2018
El 17 de junio, México enfrentó a Alemania en el primer encuentro del grupo F, derrotando al equipo europeo por marcador de 1-0 con un tanto de Hirving Lozano al minuto 35, a pase de Javier Hernández. Osorio consideró esta victoria como la más sobresaliente de su carrera.
El 23 de junio, México enfrentó a Corea del Sur en el segundo encuentro del grupo F, derrotando a los asiáticos por marcador 2-1 con goles de Carlos Vela de penal y Javier Hernández al minuto 66.
El 27 de junio, la selección mexicana perdió 3-0 ante Suecia, con goles de Ludwig Augustinsson, Andreas Granqvist y un autogol de Edson Álvarez. Pese a la derrota, México clasificó a octavos de final por séptima ocasión consecutiva en Copas del Mundo. Obtuvo su pase como segundo lugar de grupo, con seis puntos, por lo que su rival sería Brasil.
El 2 de julio, México perdió ante los brasileños por 2-0, con goles de Neymar Jr. y Roberto Firmino. Al término del juego, Osorio consideró que el arbitraje había favorecido al equipo brasileño y dejó en el aire su continuidad al frente de México. El técnico colombiano dejó a la selección en el sitio 12 del Mundial, con dos victorias y dos derrotas.
Aunque la federación buscó extender la duración de su contrato por cuatro años más, el 27 de julio de 2018, Osorio rechazó renovar al frente del seleccionado mexicano. El timonel terminó su gestión con 31 partidos ganados, 9 empatados y 10 perdidos en 50 juegos disputados.

#### Partidos con la Selección Mexicana
| Partidos internacionales con Selección de México | Partidos internacionales con Selección de México | Partidos internacionales con Selección de México | Partidos internacionales con Selección de México | Partidos internacionales con Selección de México | Partidos internacionales con Selección de México | Partidos internacionales con Selección de México | Partidos internacionales con Selección de México | Partidos internacionales con Selección de México |
| ------------------------------------------------ | ------------------------------------------------ | ------------------------------------------------ | ------------------------------------------------ | ------------------------------------------------ | ------------------------------------------------ | ------------------------------------------------ | ------------------------------------------------ | ------------------------------------------------ |
| No                                               | Fecha                                            | Sede                                             | Local                                            | Resultado                                        | Resultado                                        | Resultado                                        | Visitante                                        | Competición                                      |
| 1                                                | 13-11-2015                                       | Estadio Azteca, Ciudad de México                 | México                                           | Bandera de México                                | 3–0                                              | Bandera de El Salvador                           | El Salvador                                      | Clasificación Copa Mundial de 2018               |
| 2                                                | 17-11-2015                                       | Estadio Olímpico Metropolitano, San Pedro Sula   | Honduras                                         | Bandera de Honduras                              | 0–2                                              | Bandera de México                                | México                                           | Clasificación Copa Mundial de 2018               |
| 3                                                | 10-02-2016                                       | Marlins Park, Miami                              | México                                           | Bandera de México                                | 2–0                                              | Bandera de Senegal                               | Senegal                                          | Amistoso                                         |
| 4                                                | 25-03-2016                                       | BC Place, Vancouver                              | Canadá                                           | Bandera de Canadá                                | 0–3                                              | Bandera de México                                | México                                           | Clasificación Copa Mundial de 2018               |
| 5                                                | 29-03-2016                                       | Estadio Azteca, Ciudad de México                 | México                                           | Bandera de México                                | 2–0                                              | Bandera de Canadá                                | Canadá                                           | Clasificación Copa Mundial de 2018               |
| 6                                                | 28-05-2016                                       | Georgia Dome, Atlanta                            | México                                           | Bandera de México                                | 1–0                                              | Bandera de Paraguay                              | Paraguay                                         | Amistoso                                         |
| 7                                                | 1-06-2016                                        | Estadio Qualcomm, San Diego                      | México                                           | Bandera de México                                | 1–0                                              | Bandera de Chile                                 | Chile                                            | Amistoso                                         |
| 8                                                | 5-06-2016                                        | Estadio Universidad de Phoenix, Glendale         | México                                           | Bandera de México                                | 3–1                                              | Bandera de Uruguay                               | Uruguay                                          | Copa América Centenario                          |
| 9                                                | 9-06-2016                                        | Rose Bowl, Pasadena                              | México                                           | Bandera de México                                | 2–0                                              | Bandera de Jamaica                               | Jamaica                                          | Copa América Centenario                          |
| 10                                               | 13-06-2016                                       | Estadio NRG, Houston                             | México                                           | Bandera de México                                | 1–1                                              | Bandera de Venezuela                             | Venezuela                                        | Copa América Centenario                          |
| 11                                               | 18-06-2016                                       | Levi's Stadium, Santa Clara                      | México                                           | Bandera de México                                | 0–7                                              | Bandera de Chile                                 | Chile                                            | Copa América Centenario                          |
| 12                                               | 2-09-2016                                        | Estadio Cuscatlán, San Salvador                  | El Salvador                                      | Bandera de El Salvador                           | 1–3                                              | Bandera de México                                | México                                           | Clasificación Copa Mundial de 2018               |
| 13                                               | 06-09-2016                                       | Estadio Azteca, Ciudad de México                 | México                                           | Bandera de México                                | 0–0                                              | Bandera de Honduras                              | Honduras                                         | Clasificación Copa Mundial de 2018               |
| 14                                               | 8-10-2016                                        | Nissan Stadium, Nashville                        | México                                           | Bandera de México                                | 2–1                                              | Bandera de Nueva Zelanda                         | Nueva Zelanda                                    | Amistoso                                         |
| 15                                               | 11-10-2016                                       | Toyota Park, Chicago                             | México                                           | Bandera de México                                | 1–0                                              | Bandera de Panamá                                | Panamá                                           | Amistoso                                         |
| 16                                               | 11-11-2016                                       | Mapfre Stadium, Columbus                         | Estados Unidos                                   | Bandera de Estados Unidos                        | 1–2                                              | Bandera de México                                | México                                           | Clasificación Copa Mundial de 2018               |
| 17                                               | 15-11-2016                                       | Estadio Rommel Fernández, Panamá                 | Panamá                                           | Bandera de Panamá                                | 0–0                                              | Bandera de México                                | México                                           | Clasificación Copa Mundial de 2018               |
| 18                                               | 8-02-2017                                        | Estadio Sam Boyd, Las Vegas                      | México                                           | Bandera de México                                | 1–0                                              | Bandera de Islandia                              | Islandia                                         | Amistoso                                         |
| 19                                               | 24-03-2017                                       | Estadio Azteca, Ciudad de México                 | México                                           | Bandera de México                                | 2–0                                              | Bandera de Costa Rica                            | Costa Rica                                       | Clasificación Copa Mundial de 2018               |
| 20                                               | 28-03-2017                                       | Estadio Hasely Crawford, Puerto España           | Trinidad y Tobago                                | Bandera de Trinidad y Tobago                     | 0–1                                              | Bandera de México                                | México                                           | Clasificación Copa Mundial de 2018               |
| 21                                               | 27-05-2017                                       | Los Ángeles                                      | México                                           | Bandera de México                                | 1–2                                              | Bandera de Croacia                               | Croacia                                          | Amistoso                                         |
| 22                                               | 1-06-2017                                        | East Rutherford                                  | México                                           | Bandera de México                                | 3–1                                              | Bandera de Irlanda                               | Irlanda                                          | Amistoso                                         |
| 23                                               | 8-06-2017                                        | Estadio Azteca, Ciudad de México                 | México                                           | Bandera de México                                | 3–0                                              | Bandera de Honduras                              | Honduras                                         | Clasificación Copa Mundial de 2018               |
| 24                                               | 11-06-2017                                       | Estadio Azteca, Ciudad de México                 | México                                           | Bandera de México                                | 1–1                                              | Bandera de Estados Unidos                        | Estados Unidos                                   | Clasificación Copa Mundial de 2018               |
| 25                                               | 18-06-2017                                       | Kazán Arena, Kazán                               | Portugal                                         | Bandera de Portugal                              | 2-2                                              | Bandera de México                                | México                                           | Copa FIFA Confederaciones 2017                   |
| 26                                               | 21-06-2017                                       | Estadio Olímpico de Sochi, Sochi                 | México                                           | Bandera de México                                | 2-1                                              | Bandera de Nueva Zelanda                         | Nueva Zelanda                                    | Copa FIFA Confederaciones 2017                   |
| 27                                               | 24-06-2017                                       | Kazán Arena, Kazán                               | Rusia                                            | Bandera de Rusia                                 | 1-2                                              | Bandera de México                                | México                                           | Copa FIFA Confederaciones 2017                   |
| 28                                               | 29-06-2017                                       | Estadio Olímpico, Sochi                          | Alemania                                         | Bandera de Alemania                              | 4-1                                              | Bandera de México                                | México                                           | Copa FIFA Confederaciones 2017                   |
| 29                                               | 2-07-2017                                        | Otkrytie Arena, Moscú                            | Portugal                                         | Bandera de Portugal                              | 2-1                                              | Bandera de México                                | México                                           | Copa FIFA Confederaciones 2017                   |
| 30                                               | 9-07-2017                                        | Estadio Qualcomm, San Diego                      | México                                           | Bandera de México                                | 3-1                                              | Bandera de El Salvador                           | El Salvador                                      | Copa Oro CONCACAF 2017                           |
| 31                                               | 13-07-2017                                       | Sports Authority Field at Mile High, Denver      | México                                           | Bandera de México                                | 0-0                                              | Bandera de Jamaica                               | Jamaica                                          | Copa Oro CONCACAF 2017                           |
| 32                                               | 16-07-2017                                       | Alamodome, San Antonio                           | Curazao                                          | Bandera de Curazao                               | 0-2                                              | Bandera de México                                | México                                           | Copa Oro CONCACAF 2017                           |
| 33                                               | 20-07-2017                                       | Estadio Universidad de Phoenix, Phoenix          | México                                           | Bandera de México                                | 1-0                                              | Bandera de Honduras                              | Honduras                                         | Copa Oro CONCACAF 2017                           |
| 34                                               | 23-07-2017                                       | Rose Bowl, Los Ángeles                           | México                                           | Bandera de México                                | 0-1                                              | Bandera de Jamaica                               | Jamaica                                          | Copa Oro CONCACAF 2017                           |
| 35                                               | 1-09-2017                                        | Estadio Azteca, Ciudad de México                 | México                                           | Bandera de México                                | 1-0                                              | Bandera de Panamá                                | Panamá                                           | Clasificación Copa Mundial de 2018               |
| 36                                               | 5-09-2017                                        | Estadio Nacional, San José                       | Costa Rica                                       | Bandera de Costa Rica                            | 1-1                                              | Bandera de México                                | México                                           | Clasificación Copa Mundial de 2018               |
| 37                                               | 6-10-2017                                        | Estadio Alfonso Lastras, San Luis Potosí         | México                                           | Bandera de México                                | 3-1                                              | Bandera de Trinidad y Tobago                     | Trinidad y Tobago                                | Clasificación Copa Mundial de 2018               |
| 38                                               | 10-10-2017                                       | Estadio Olímpico Metropolitano, San Pedro Sula   | Honduras                                         | Bandera de Honduras                              | 3-2                                              | Bandera de México                                | México                                           | Clasificación Copa Mundial de 2018               |
| 39                                               | 10-11-2017                                       | Estadio Rey Balduino, Bruselas                   | Bélgica                                          | Bandera de Bélgica                               | 3-3                                              | Bandera de México                                | México                                           | Amistoso                                         |
| 40                                               | 13-11-2017                                       | PGE Arena Gdansk, Gdansk                         | Polonia                                          | Bandera de Polonia                               | 0-1                                              | Bandera de México                                | México                                           | Amistoso                                         |
| 41                                               | 31-01-2018                                       | Alamodome, San Antonio                           | México                                           | Bandera de México                                | 1-0                                              | Bandera de Bosnia y Herzegovina                  | Bosnia y Herzegovina                             | Amistoso                                         |
| 42                                               | 23-03-2018                                       | Levi's Stadium, Santa Clara                      | México                                           | Bandera de México                                | 3-0                                              | Bandera de Islandia                              | Islandia                                         | Amistoso                                         |
| 43                                               | 27-03-2018                                       | AT&T Stadium, Arlington                          | México                                           | Bandera de México                                | 0-1                                              | Bandera de Croacia                               | Croacia                                          | Amistoso                                         |
| 44                                               | 28-05-2018                                       | Rose Bowl, Pasadena                              | México                                           | Bandera de México                                | 0-0                                              | Bandera de Gales                                 | Gales                                            | Amistoso                                         |
| 45                                               | 2-06-2018                                        | Estadio Azteca, Ciudad de México                 | México                                           | Bandera de México                                | 1-0                                              | Bandera de Escocia                               | Escocia                                          | Amistoso                                         |
| 46                                               | 9-06-2018                                        | Estadio Brøndby, Copenhague                      | Dinamarca                                        | Bandera de Dinamarca                             | 2-0                                              | Bandera de México                                | México                                           | Amistoso                                         |
| 47                                               | 17-06-2018                                       | Estadio Olímpico Luzhnikí, Moscú                 | Alemania                                         | Bandera de Alemania                              | 0-1                                              | Bandera de México                                | México                                           | Mundial de Fútbol de 2018                        |
| 48                                               | 23-06-2018                                       | Rostov Arena, Rostov del Don                     | Corea del Sur                                    | Bandera de Corea del Sur                         | 1-2                                              | Bandera de México                                | México                                           | Mundial de Fútbol de 2018                        |
| 49                                               | 27-06-2018                                       | Estadio Central, Ekaterimburgo                   | México                                           | Bandera de México                                | 0-3                                              | Bandera de Suecia                                | Suecia                                           | Mundial de Fútbol de 2018                        |
| 50                                               | 02-07-2018                                       | Samara Arena, Samara                             | México                                           | Bandera de México                                | 0-2                                              | Bandera de Brasil                                | Brasil                                           | Mundial de Fútbol de 2018                        |

### Estadísticas selección mexicana
| Club                         | Torneo                  | Resultado        | Estadísticas | Estadísticas | Estadísticas | Estadísticas | Estadísticas | Estadísticas | Estadísticas | Estadísticas | Estadísticas |
| Club                         | Torneo                  | Resultado        | PJ           | G            | E            | P            | GF           | GC           | Dif          | Puntos       | %            |
| ---------------------------- | ----------------------- | ---------------- | ------------ | ------------ | ------------ | ------------ | ------------ | ------------ | ------------ | ------------ | ------------ |
| Selección de México · México | Amistosos               | Amistosos        | 18           | 13           | 2            | 3            | 24           | 11           | +13          | 41           | 75.92%       |
| Selección de México · México | Copa América Centenario | Cuartos de final | 4            | 2            | 1            | 1            | 6            | 9            | -3           | 7            | 58.33%       |
| Selección de México · México | Clasif. Mundial 2018    | 1° puesto        | 16           | 11           | 4            | 1            | 26           | 8            | +18          | 37           | 77.08%       |
| Selección de México · México | Confederaciones 2017    | 4° puesto        | 5            | 2            | 1            | 2            | 7            | 8            | -1           | 7            | 46.67%       |
| Selección de México · México | Copa Oro 2017           | 3° puesto        | 5            | 3            | 1            | 1            | 6            | 2            | +4           | 10           | 66.67%       |
| Selección de México · México | Mundial 2018            | Octavos de final | 4            | 2            | 0            | 2            | 3            | 6            | -3           | 6            | 50%          |
| Selección de México · México | Total                   | Total            | 52           | 33           | 9            | 10           | 76           | 46           | +30          | 108          | 69.23%       |
| Total                        | Total                   | Total            | 52           | 33           | 9            | 10           | 76           | 46           | +30          | 108          | 69.23%       |

#### Resultados por año
*Actualizado hasta su último partido dirigido, el 2 de julio de 2018. 
| Año   | PJ | PG | PE | PP | GF | GC | Dif | Rend.  |
| ----- | -- | -- | -- | -- | -- | -- | --- | ------ |
| 2015  | 2  | 2  | 0  | 0  | 5  | 0  | +5  | 100%   |
| 2016  | 15 | 11 | 3  | 1  | 23 | 12 | +11 | 80%    |
| 2017  | 25 | 15 | 5  | 5  | 40 | 25 | +15 | 66.67% |
| 2018  | 10 | 5  | 1  | 4  | 8  | 9  | -1  | 53.33% |
| Total | 52 | 33 | 9  | 10 | 76 | 46 | +30 | 69.23% |

### Selección de Paraguay
El 3 de septiembre de 2018, la Asociación Paraguaya de Fútbol nombró a Juan Carlos Osorio como director técnico de la selección para afrontar la Copa América 2019 y las eliminatorias de la Conmebol rumbo al Mundial de Catar 2022. El 13 de febrero de 2019 renunció a la selección paraguaya de fútbol debido a motivos familiares no conocidos a la luz pública, terminando así su aventura en el fútbol guaraní.

#### Partidos dirigidos en la Selección paraguaya
| # | Fecha                   | Lugar  | Rival     | Resultado | Competición | Goleadores (Sólo los de Paraguay) |
| - | ----------------------- | ------ | --------- | --------- | ----------- | --------------------------------- |
| 1 | 20 de noviembre de 2018 | Durban | Sudáfrica | 1-1       | Amistoso    | F. Santander                      |

- Se menciona en primer término el marcador registrado por el conjunto paraguayo.

#### Estadísticas en la Selección Paraguaya como DT
Actualizado al 21 de Noviembre/2018 (1 Partido-Total)
| Federico Santander | Bologna | 1 | 1 |

| Federico Santander       | Bologna            | 1 | 1 |
| Anthony Silva            | Cerro Porteño      | 1 | 0 |
| Bruno Valdez             | América            | 1 | 0 |
| Fabián Balbuena          | West Ham United    | 1 | 0 |
| Omar Alderete            | Huracán            | 1 | 0 |
| Junior Alonso            | Celta de Vigo      | 1 | 0 |
| Derlis González          | Santos             | 1 | 0 |
| Rodrigo Rojas            | Cerro Porteño      | 1 | 0 |
| Celso Ortiz              | Monterrey          | 1 | 0 |
| Cecilio Domínguez        | América            | 1 | 0 |
| Miguel Almirón           | Atlanta United     | 1 | 0 |
| Richard Ortiz            | Olimpia            | 1 | 0 |
| Alejandro Romero Gamarra | New York Red Bulls | 1 | 0 |
| Cristhian Paredes        | Portland Timbers   | 1 | 0 |
| Antonio Sanabria         | Real Betis         | 1 | 0 |
| Héctor Daniel Villalba   | Atlanta United     | 1 | 0 |
| Ángel Romero Villamayor  | Corinthians        | 1 | 0 |

### América de Cali (2021 - 2022)
El 16 de junio de 2021, Osorio fue anunciado como nuevo entrenador del América de Cali, vinculado inicialmente por 2 años con el equipo colombiano. Pero los malos resultados y las constantes diferencias con la directiva de club, decidieron por mutuo a acuerdo dar por culminado su proceso contractual.

### Zamalek (2023)
En abril de 2023, se hizo oficial su contratación como entrenador del club egipcio Zamalek. Los buenos resultados en su primer trimestre al mando de "Los caballeros blancos" lo llevaron hacer un gran opción a dirigir a la selección de Honduras, aunque finalmente su compatriota Reinaldo Rueda termina firmando con "La Bicolor".El 6 de noviembre de 2023, fue despedido de su cargo luego de una serie de malos resultados.

### Athletico Paranaense (2024)
El 3 de enero de 2024, fue oficializado como entrenador del Athletico Paranaense.Dos meses después, fue relevado de sus funciones luego que el equipo cayera por primera vez en el 2024.

### Club Tijuana (2024-2025)
El 25 de mayo de 2024, fue confirmado como técnico del Club Tijuana.El 11 de marzo de 2025, fue destituido de su cargo después de una serie de malos resultados en el Clausura 2025.

## Clubes

### Como jugador
| Club               | País           | Año       |
| ------------------ | -------------- | --------- |
| Deportivo Pereira  | Colombia       | 1982-1984 |
| Internacional      | Brasil         | 1984-1985 |
| New Haven Chargers | Estados Unidos | 1985-1986 |
| Brooklyn Italians  | Estados Unidos | 1994-1995 |
| New York Centaurs  | Estados Unidos | 1995-1996 |

### Como asistente técnico
| Club            | País           | Año       | Asistente de     |
| --------------- | -------------- | --------- | ---------------- |
| MetroStars      | Estados Unidos | 2000-2001 | Octavio Zambrano |
| Manchester City | Inglaterra     | 2001-2005 | Kevin Keegan     |

### Como entrenador
| Equipo                | País           | Periodo                 | Periodo                 |
| Equipo                | País           | Desde                   | Hasta                   |
| --------------------- | -------------- | ----------------------- | ----------------------- |
| Millonarios           | Colombia       | 24 de agosto de 2006    | 30 de junio de 2007     |
| Chicago Fire          | Estados Unidos | 1 de julio de 2007      | 10 de diciembre de 2007 |
| New York Red Bulls    | Estados Unidos | 18 de diciembre de 2007 | 21 de agosto de 2009    |
| Once Caldas           | Colombia       | 1 de enero de 2010      | 27 de diciembre de 2011 |
| Puebla                | México         | 1 de enero de 2012      | 21 de marzo de 2012     |
| Atlético Nacional     | Colombia       | 3 de mayo de 2012       | 25 de mayo de 2015      |
| São Paulo             | Brasil         | 26 de mayo de 2015      | 6 de octubre de 2015    |
| Selección de México   | México         | 14 de octubre de 2015   | 27 de julio de 2018     |
| Selección de Paraguay | Paraguay       | 3 de septiembre de 2018 | 13 de febrero de 2019   |
| Atlético Nacional     | Colombia       | 1 de julio de 2019      | 1 de noviembre de 2020  |
| América de Cali       | Colombia       | 1 de julio de 2021      | 31 de marzo de 2022     |
| Zamalek               | Egipto         | 10 de abril de 2023     | 5 de noviembre de 2023  |
| Athletico Paranaense  | Brasil         | 3 de enero de 2024      | 3 de marzo de 2024      |
| Club Tijuana          | México         | 24 de mayo de 2024      | 11 de marzo de 2025     |

## Estadísticas como entrenador

### En clubes
| Millonarios · Colombia            | 1.ª          | 2006         | 17  | 8   | 2   | 7   | -  | -  | -  | -  | -  | -  | -  | -  | -  | -  | - | - | 17  | 8   | 2   | 7   | 50.98% |
| Millonarios · Colombia            | 1.ª          | 2007         | 24  | 12  | 3   | 9   | -  | -  | -  | -  | -  | -  | -  | -  | -  | -  | - | - | 24  | 12  | 3   | 9   | 54.17% |
| Millonarios · Colombia            | Total        | Total        | 41  | 20  | 5   | 16  | -  | -  | -  | -  | -  | -  | -  | -  | -  | -  | - | - | 41  | 20  | 5   | 16  | 52.85% |
| Chicago Fire Estados Unidos       | 1.ª          | 2007         | 18  | 7   | 7   | 4   | 1  | 0  | 0  | 1  | -  | -  | -  | -  | 3  | 1  | 1 | 1 | 22  | 8   | 8   | 6   | 48.48% |
| Chicago Fire Estados Unidos       | Total        | Total        | 18  | 7   | 7   | 4   | 1  | 0  | 0  | 1  | -  | -  | -  | -  | 3  | 1  | 1 | 1 | 22  | 8   | 8   | 6   | 48.48% |
| New York Red Bulls Estados Unidos | 1.ª          | 2008         | 30  | 10  | 9   | 11  | 1  | 0  | 0  | 1  | -  | -  | -  | -  | 3  | 2  | 0 | 1 | 34  | 12  | 9   | 13  | 44.11% |
| New York Red Bulls Estados Unidos | 1.ª          | 2009         | 22  | 2   | 4   | 16  | 2  | 1  | 1  | 0  | 2  | 0  | 1  | 1  | -  | -  | - | - | 26  | 3   | 5   | 17  | 17.95% |
| New York Red Bulls Estados Unidos | Total        | Total        | 52  | 12  | 13  | 27  | 3  | 1  | 1  | 1  | 2  | 0  | 1  | 1  | 3  | 2  | 0 | 1 | 60  | 15  | 15  | 30  | 33.33% |
| Once Caldas · Colombia            | 1.ª          | 2010         | 44  | 23  | 8   | 13  | 10 | 4  | 2  | 4  | 8  | 3  | 3  | 2  | -  | -  | - | - | 62  | 30  | 13  | 19  | 55.38% |
| Once Caldas · Colombia            | 1.ª          | 2011         | 44  | 23  | 10  | 11  | 12 | 5  | 3  | 4  | 10 | 2  | 5  | 3  | -  | -  | - | - | 66  | 30  | 18  | 18  | 54.54% |
| Once Caldas · Colombia            | Total        | Total        | 88  | 46  | 18  | 24  | 22 | 9  | 5  | 8  | 18 | 5  | 8  | 5  | -  | -  | - | - | 128 | 60  | 31  | 37  | 54.95% |
| Puebla · México                   | 1.ª          | 2012-C       | 11  | 2   | 2   | 7   | -  | -  | -  | -  | -  | -  | -  | -  | -  | -  | - | - | 11  | 2   | 2   | 7   | 24.24% |
| Puebla · México                   | Total        | Total        | 11  | 2   | 2   | 7   | -  | -  | -  | -  | -  | -  | -  | -  | -  | -  | - | - | 11  | 2   | 2   | 7   | 24.24% |
| Atlético Nacional · Colombia      | 1.ª          | 2012         | 27  | 12  | 11  | 4   | 12 | 9  | 3  | 0  | -  | -  | -  | -  | 2  | 2  | 0 | 0 | 41  | 23  | 14  | 4   | 67.48% |
| Atlético Nacional · Colombia      | 1.ª          | 2013         | 52  | 29  | 16  | 7   | 18 | 13 | 2  | 3  | 8  | 4  | 2  | 2  | -  | -  | - | - | 78  | 46  | 20  | 12  | 67.52% |
| Atlético Nacional · Colombia      | 1.ª          | 2014         | 48  | 24  | 9   | 15  | 14 | 7  | 4  | 3  | 22 | 10 | 5  | 7  | 2  | 1  | 0 | 1 | 86  | 42  | 18  | 26  | 63.13% |
| Atlético Nacional · Colombia      | 1.ª          | 2015         | 22  | 10  | 5   | 7   | -  | -  | -  | -  | 8  | 4  | 2  | 2  | 2  | 1  | 0 | 1 | 32  | 15  | 7   | 10  | 54.17  |
| São Paulo · Brasil                | 1.ª          | 2015         | 28  | 12  | 7   | 9   | 6  | 2  | 1  | 3  | -  | -  | -  | -  | -  | -  | - | - | 34  | 14  | 8   | 12  | 49.02% |
| São Paulo · Brasil                | Total        | Total        | 28  | 12  | 7   | 9   | 6  | 2  | 1  | 3  | -  | -  | -  | -  | -  | -  | - | - | 34  | 14  | 8   | 12  | 49.02% |
| Atlético Nacional · Colombia      | 1.ª          | 2019         | 26  | 11  | 10  | 5   | 4  | 1  | 1  | 2  | -  | -  | -  | -  | -  | -  | - | - | 30  | 12  | 11  | 7   | 52.22% |
| Atlético Nacional · Colombia      | 1.ª          | 2020         | 16  | 7   | 5   | 4   | -  | -  | -  | -  | 4  | 1  | 2  | 1  | -  | -  | - | - | 20  | 8   | 7   | 5   | 51.67% |
| Atlético Nacional · Colombia      | Total        | Total        | 191 | 93  | 56  | 42  | 44 | 29 | 9  | 6  | 42 | 19 | 11 | 12 | 6  | 4  | 0 | 2 | 283 | 145 | 76  | 62  | 60.19% |
| América de Cali · Colombia        | 1.ª          | 2021         | 26  | 10  | 5   | 11  | 4  | 0  | 3  | 1  | 2  | 0  | 0  | 2  | 2  | 0  | 0 | 2 | 34  | 10  | 8   | 16  | 37.25% |
| América de Cali · Colombia        | 1.ª          | 2022         | 13  | 4   | 3   | 6   | -  | -  | -  | -  | 2  | 1  | 0  | 1  | -  | -  | - | - | 15  | 5   | 3   | 7   | 40%    |
| América de Cali · Colombia        | Total        | Total        | 39  | 14  | 8   | 17  | 4  | 0  | 3  | 1  | 4  | 1  | 0  | 3  | 2  | 0  | 0 | 2 | 49  | 15  | 11  | 23  | 38.09% |
| Zamalek · Egipto                  | 1.ª          | 2022-23      | 12  | 7   | 3   | 2   | 2  | 2  | 0  | 0  | -  | -  | -  | -  | -  | -  | - | - | 14  | 9   | 3   | 2   | 71.43% |
| Zamalek · Egipto                  | 1.ª          | 2023-24      | 6   | 2   | 2   | 2   | -  | -  | -  | -  | 5  | 2  | 1  | 2  | -  | -  | - | - | 11  | 4   | 3   | 4   | 45.45% |
| Zamalek · Egipto                  | Total        | Total        | 18  | 9   | 5   | 4   | 2  | 2  | 0  | 0  | 5  | 2  | 1  | 2  | -  | -  | - | - | 25  | 13  | 6   | 6   | 60%    |
| Athletico Paranaense · Brasil     | 1.ª          | 2024         | -   | -   | -   | -   | -  | -  | -  | -  | -  | -  | -  | -  | 11 | 6  | 4 | 1 | 11  | 6   | 4   | 1   | 66.67% |
| Athletico Paranaense · Brasil     | Total        | Total        | -   | -   | -   | -   | -  | -  | -  | -  | -  | -  | -  | -  | 11 | 6  | 4 | 1 | 11  | 6   | 4   | 1   | 66.67% |
| Tijuana · México                  | 1.ª          | 2024-A       | 21  | 10  | 6   | 5   | -  | -  | -  | -  | 2  | 0  | 0  | 2  | -  | -  | - | - | 23  | 10  | 6   | 7   | 52.18% |
| Tijuana · México                  | 1.ª          | 2025-C       | 11  | 2   | 1   | 8   | -  | -  | -  | -  | -  | -  | -  | -  | -  | -  | - | - | 11  | 2   | 1   | 8   | 21.21% |
| Tijuana · México                  | Total        | Total        | 32  | 12  | 7   | 13  | -  | -  | -  | -  | 2  | 0  | 0  | 2  | -  | -  | - | - | 34  | 12  | 7   | 15  | 42.15% |
| Total clubes                      | Total clubes | Total clubes | 518 | 227 | 128 | 163 | 82 | 43 | 19 | 20 | 73 | 27 | 21 | 25 | 28 | 13 | 8 | 7 | 701 | 310 | 176 | 215 | 52.59% |
| 1. 2. 3. 4.                       |              |              |     |     |     |     |    |    |    |    |    |    |    |    |    |    |   |   |     |     |     |     |        |

### En selecciones
| México absoluta      | 14 de octubre de 2015   | 27 de julio de 2018   | 52 | 33 | 9  | 10 | 69.23% |
| Paraguay absoluta    | 3 de septiembre de 2018 | 13 de febrero de 2019 | 1  | 0  | 1  | 0  | 33.33% |
| Total en Selecciones | Total en Selecciones    | Total en Selecciones  | 53 | 33 | 10 | 10 | 68.55% |

#### Resumen por competencias
| Competición                      | PJ  | PG  | PE  | PP  | Rendimiento | Mejor Resultado  |
| -------------------------------- | --- | --- | --- | --- | ----------- | ---------------- |
| Categoría Primera A              | 359 | 173 | 87  | 99  | 56.27%      | Campeón          |
| MLS                              | 70  | 19  | 20  | 31  | 36.66%      | 5.º lugar        |
| Liga MX                          | 43  | 14  | 9   | 20  | 39.54%      | Cuartos de final |
| Brasileirão                      | 28  | 12  | 7   | 9   | 51.19%      | 5.º lugar        |
| Liga Premier de Egipto           | 18  | 9   | 5   | 4   | 59.26%      | 3.er lugar       |
| Copa Colombia                    | 70  | 38  | 17  | 15  | 62.39%      | Campeón          |
| MLS Cup                          | 6   | 3   | 2   | 1   | 61.11%      | Subcampeón       |
| US Open Cup                      | 4   | 1   | 1   | 2   | 33.33%      | Octavos de final |
| Copa de Brasil                   | 6   | 2   | 1   | 3   | 38.89%      | Semifinales      |
| Campeonato Paranaense            | 11  | 6   | 4   | 1   | 66.67%      | Cuartos de final |
| Superliga de Colombia            | 6   | 4   | 0   | 2   | 66.67%      | Campeón          |
| Copa de Egipto                   | 2   | 2   | 0   | 0   | 100%        | Cuartos de final |
| Liga de Campeones de la Concacaf | 2   | 0   | 1   | 1   | 16.67%      | Ronda preliminar |
| Copa Libertadores                | 36  | 13  | 12  | 11  | 47.22%      | Cuartos de final |
| Copa Sudamericana                | 28  | 12  | 7   | 9   | 51.19%      | Subcampeón       |
| Campeonato de Clubes Árabes      | 3   | 1   | 1   | 1   | 44.44%      | Fase de grupos   |
| Copa Confederación de la CAF     | 2   | 1   | 0   | 1   | 50%         | Segunda ronda    |
| Leagues Cup                      | 2   | 0   | 0   | 2   | 0%          | Fase de grupos   |
| Copa América                     | 4   | 2   | 1   | 1   | 58.33%      | Cuartos de final |
| Eliminatorias Mundialistas       | 16  | 11  | 4   | 1   | 77.08%      | Clasificado      |
| Copa Confederaciones             | 5   | 2   | 1   | 2   | 46.67%      | 4.º lugar        |
| Copa de Oro                      | 5   | 3   | 1   | 1   | 66.67%      | 3.er lugar       |
| Mundial FIFA                     | 4   | 2   | 0   | 2   | 50%         | Octavos de final |
| Amistosos Selecciones            | 19  | 13  | 3   | 3   | 73.68%      | +13 PG           |
| Total en su carrera              | 723 | 332 | 178 | 213 | 54.13%      | Siete títulos    |

## Palmarés

### Como entrenador

#### Campeonatos nacionales
| Título                | Club              | País     | Año     |
| --------------------- | ----------------- | -------- | ------- |
| Primera A             | Once Caldas       | Colombia | II-2010 |
| Superliga de Colombia | Atlético Nacional | Colombia | 2012    |
| Copa Colombia         | Atlético Nacional | Colombia | 2012    |
| Primera A             | Atlético Nacional | Colombia | I-2013  |
| Primera A             | Atlético Nacional | Colombia | II-2013 |
| Copa Colombia         | Atlético Nacional | Colombia | 2013    |
| Primera A             | Atlético Nacional | Colombia | I-2014  |

#### Campeonatos amistosos
| Título         | Club              | País     | Año  |
| -------------- | ----------------- | -------- | ---- |
| Trofeo DirecTV | Atlético Nacional | Colombia | 2013 |

### Reconocimientos Individuales
El 24 de octubre de 2018 fue escogido por la revista en inglesa FourFourTwo dentro de la lista de los mejores 50 técnicos del mundo, ocupando el puesto 46 en la selecta lista.

## Controversias
A medianos de febrero de 2019, el representante de jugadores Miguel González Zelada, acusó a Juan Carlos Osorio y a su representante Ruben Caicedo de participar en actos de corrupción en la transferencia del jugador paraguayo Pablo Zeballos  al Atlético Nacional en 2014, club que era dirigido por el técnico colombiano. Al respecto Zelada comentó: "Habían pactado en tres millones de dólares la venta del jugador  (Pablo Zeballos) y se hizo solamente en un millón y medio de dólares, entonces ellos (Osorio y Caicedo), para que salga a la venta, me extorsionaron, me amenazaron y me dijeron que si no firmaba algún documento no iba a hacerse la venta". Miguel González Zelada relato que siguió el juego al firmarles un documento no oficial por 450,000 dls, mismo que aceptaron según en palabras de Zelada por "ser corruptos".
Posteriormente añadió: “La justicia me absolvió totalmente de la causa diciendo que una persona no puede apropiarse de un dinero que nunca recibió. Puedo asegurar que esa es la causa principal por el cual ha renunciado y ha dicho supuestamente que es una cuestión familiar la de su retirada de la selección paraguaya”. 
Zelada ha informado que interpondrá una demanda formal ante la FIFA, asimismo una indemnización económica.